# Coelidium tortile
Coelidium tortile là một loài thực vật có hoa trong họ Đậu. Loài này được (E.Mey.) Druce mô tả khoa học đầu tiên.